# 린퉁구

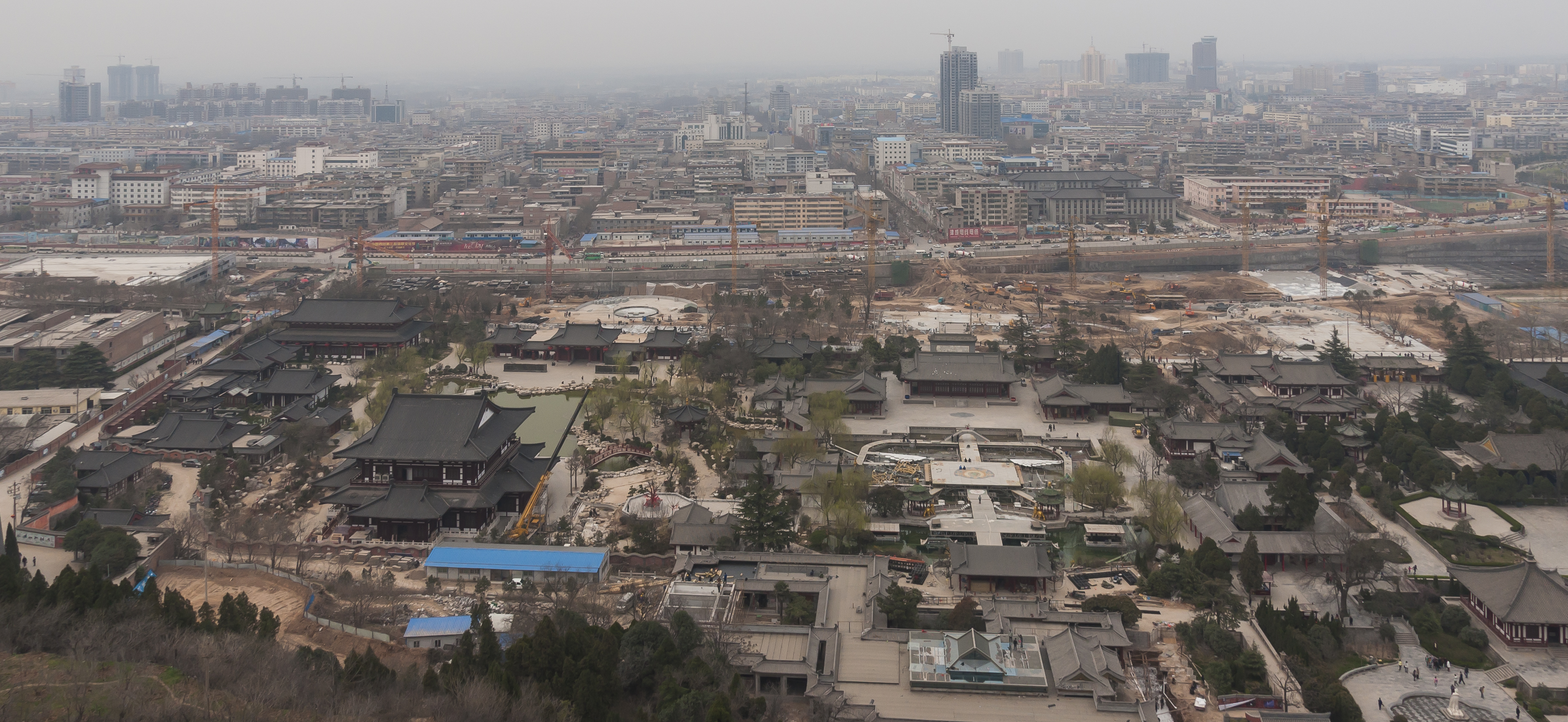

린퉁구(한국어: 임동구, 중국어: 临潼区, 병음: Líntóng Qū)는 중화인민공화국 산시성 시안시의 현급 행정구역이다. 병마용이 1974년 3월에 구 주변에서 발견되었다. 넓이는 898km2이고, 인구는 2007년 기준으로 690,000명이다.
중국과학원은 1966년에 산시 천문대(陕西天文台)를 세우고 린퉁을 중국 표준 시간대로 정했다. 구의 이름은 2001년에 현재의 이름으로 개칭되었다.
구의 이름은 린퉁을 흐르는 두 개의 강에서 유래되었다. 린 강이 구의 동쪽면을 흐르고 퉁 강이 서쪽면을 흐른다.

## 행정 구역
23개 가도를  관할한다.
- 가도: 骊山街道, 秦陵街道, 新丰街道, 代王街道, 斜口街道, 行者街道, 零口街道, 相桥街道, 雨金街道, 马额街道, 西泉街道, 栎阳街道, 新市街道, 徐杨街道.栎阳街道,